# Lipotrapeza
Lipotrapeza is een geslacht van zeekomkommers uit de familie Phyllophoridae.

## Soorten
- Lipotrapeza capilla Cherbonnier, 1958
- Lipotrapeza eichleri O'Loughlin, 2012
- Lipotrapeza incurva Cherbonnier, 1988
- Lipotrapeza japonica Heding & Panning, 1954
- Lipotrapeza litusi O'Loughlin, 2012
- Lipotrapeza vestiens (Joshua, 1914)

Niet geaccepteerde namen:
- Lipotrapeza ambigua, geaccepteerd als Phyrella ambigua
- Lipotrapeza ventripes, synoniem van Phyllostauros vercoi